# المؤتمر القومي العربي
المؤتمر القومي العربي، هو منظمة وإطار عمل سياسي يجمع عدة شخصيات عربية ذات توجه قومي. عقد المؤتمر القومي العربي، الذي يعتبر نفسه امتدادا للمؤتمر العربي الأول الذي عقد في باريس سنة 1913، دورته الأولى في تونس عام 1990. يقيم المؤتمر دورات سنوية وينتخب كل ثلاث سنوات أعضاء الامانة العامة واللجنة التنفيذية. كان أول أمين عام له هو خير الدين حسيب. الأمين العام الحالي للمؤتمر هو عبد القادر غوقة.

## هدف المؤتمر
هدف المؤتمر حسب نظامه الأساسي هو:
"الإسهام في شحذ الوعي العربي بأهداف الامة المتمثلة في مشروعها الحضاري وهي : الوحدة العربية، والديمقراطية، والتنمية المستقلة، والعدالة الاجتماعية، والاستقلال الوطني والقومي، والتجدد الحضاري، وتحقيق التفاعل بين الوحدويين العرب في اطار من التنوع والتكامل، وتعبئة الطاقات الشعبية من اجل تحقيق هذه الاهداف، واتخاذ المواقف المعبرة عنها، وتوثيق روابط التعاون والتنسيق مع الهيئات المماثلة في اهدافها."

## أجهزة المؤتمر
يتكون المؤتمر القومي العربي من:
- المؤتمر السنوي
- الأمانة العامة
- الأمين العام
- اللجنة التنفيذية
- التجمع
- المكاتب والفروع

## أعضاء المؤتمر
من أبرز أعضاء المؤتمر:
- أحمد بن بلة الرئيس الجزائري السابق.
- أمين الحافظ رئيس وزراء لبناني سابق.
- رشيد الصلح رئيس وزراء لبناني سابق.
- أحمد بن صالح وزير تونسي سابق.
- ضياء الدين داوود رئيس الحزب العربي الديمقراطي الناصري.
- أحمد نجيب الشابي الأمين العام السابق للحزب الديمقراطي التقدمي.
- عبد الرحيم مراد وزير لبناني سابق.
- نضال السبع ناشط سياسي.
- علي فخرو وزير بحريني سابق.
- جورج قرم وزير لبناني سابق.
- مصطفى بكري نائب وصحفي مصري.
- حمدي قنديل إعلامي مصري.
- غسان سلامة وزير لبناني سابق.
- يوسف مكي مفكر وأكاديمي سعودي.
- فواز طرابلسي سياسي وجامعي لبناني.
- علي حسين المفتاح ديبلوماسي قطري.
- كمال شاتيلا رئيس المؤتمر الشعبي اللبناني.
- العربي مفضال كاتب وصحافي مغربي.
- خالد بن سماعين .
- عبد الملك المخلافي الأمين العام السابق للتنظيم الوحدوي الشعبي الناصري اليمن

## وصلات خارجية
- المؤتمر القومي العربي